# Sekarmadji Maridjan Kartosuwirjo

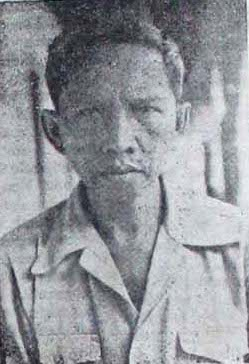
Sekarmadji Maridjan Kartosuwirjo

Sekarmadji Maridjan Kartosuwirjo (nach neuerer Schreibung auch Sekarmaji Marijan Kartosuwiryo, * 7. Januar 1905 in Cepu, Zentraljava; † hingerichtet 12. September 1962) war ein javanischer Politiker, der in Niederländisch-Indien eine führende Rolle in der Sarekat-Islam-Partei spielte und nach der Gründung der Republik Indonesien als Führer der Darul-Islam-Bewegung für die Errichtung eines Islamischen Staates kämpfte, der ganz Indonesien umfassen sollte.

## Frühe Jahre
Kartosuwirjo durchlief als Kind und Jugendlicher das niederländische Bildungssystem. 1911 kam er mit sechs Jahren in die Inlandsche School in Pamotan bei Rembang (Zentraljava), wo seine Eltern wohnten, eine Schule, die nur für Einheimische bestimmt war. Nach der vierten Klasse wechselte er in die Hollandsch-Inlandsche School in Rembang über. Nach dem Umzug der Eltern nach Bojonegoro in Ostjava 1919 besuchte er die dortige "Europäische Grundschule" (Europeesche Lagere School).

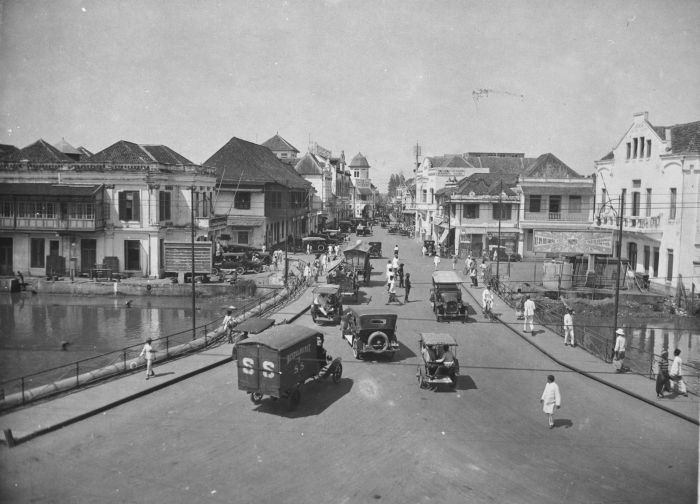
Surabaya in den 1920er Jahren

Nach Abschluss seiner Schulzeit ging Kartosuwirjo nach Surabaya, das damals ein Zentrum der nationalistischen Bewegung war, und besuchte hier von 1923 bis 1926 den Vorbereitungskurs der Niederländisch-Indischen Ärzteschule (Nederlands-Indische Artsen School NIAS). 1925 wurde er Mitglied des Jong Islamieten Bond, einer muslimischen Jugendvereinigung mit Zweigstellen an zahlreichen Orten in Java. 1926 begann er mit dem regulären Medizinstudium, doch wurde er schon ein Jahr später wegen seiner politischen Aktivität aus der Schule ausgeschlossen.

## Aktivität in der Partai Sarekat Islam
Nach seinem Ausschluss aus der NIAS ging Kartosuwirjo für einige Monate nach Bojonegoro zurück und arbeitete als Privatlehrer, um seine Mutter finanziell zu unterstützen, da sein Vater 1925 gestorben war. Noch im September 1927 kehrt er aber nach Surabaya zurück und nahm das Angebot des charismatischen Vorsitzenden der Partei der Sarekat Islam (PSI), Oemar Said Tjokroaminoto, an, sein Privatsekretär zu werden. Diese Funktion übte er bis 1929 aus.
Nach einer schweren Krankheit zog Kartosuwirjo 1929 zu der Familie seiner Ehefrau nach Malangbong, einer kleinen Stadt bei Tasikmalaya im sundanesischen Ostteil von Westjava. Er engagierte sich dort zusammen mit seinem sundanesischen Schwiegervater für die Entwicklung der PSI in dieser Region und wurde zu ihrem Repräsentanten (komisaris) in Westjava ernannt.
Nachdem sich die Partei 1930 in Partai Sarekat Islam Indonesia (PSII) umbenannt hatte, wurde Kartosuwirjo 1931 mit nur 26 Jahren zum Generalsekretär ihres Exekutivkomitees (ladjnah tanfidhiyah) gewählt. In der Partei gab es in dieser Zeit Auseinandersetzungen zwischen den Führungsgremien der Partei über die Haltung gegenüber der niederländischen Kolonialregierung. Während Abikusno Tjokrosujoso, der Bruder Tjokroaminotos, der das Exekutivkomitee leitete, sich für eine Politik der "Non-Kooperation" einsetzte, die in der Partei in Anlehnung an die Auswanderung des Propheten Mohammed aus seiner Heimatstadt Mekka als Hidschra bezeichnet wurde, befürwortete Agus Salim, der den Parteirat (Dewan Partai) leitete, die Kooperation mit der Kolonialmacht. Im Zusammenhang mit dieser Auseinandersetzung trat Abikusno Ende 1935 von seinem Amt zurück, und Kartosuwirjo tat es ihm gleich.
Auf dem 22. PSII-Kongress im Juli 1936 in Batavia wurde Abikusno jedoch nach einem neu eingeführten Wahlverfahren zum neuen Parteivorsitzenden gewählt, und er ernannte Kartosuwirjo zu seinem Stellvertreter. Kartosuwirjo selbst wurde auf dem Kongress beauftragt, ein Buch über die "Hidschra-Haltung" (Setiap Hidjrah) der PSII zu verfassen. In dem Buch, das er im November 1936 in zwei Bänden veröffentlichte, beschrieb Kartosuwirjo Hidschra als einen mehrphasigen Prozess der Parteientwicklung: die erste Phase von 1912 bis 1923 sei die Phase der Worte gewesen, die zweite Phase von 1923 bis 1930 die Phase der Taten, und die dritte Phase, in die die Partei 1930 eingetreten, müsse eine Phase des Glaubens sein, in der sich die Parteimitglieder einem frommen Leben widmen. Im Dezember 1938 wurde Kartasuwirjo von der Partei beauftragt, eine Einrichtung zum Training militärischer Kader der PSII zu gründen.

## Parteiausschluss und eigene Parteigründung
Als Abikusno 1939 eine politische Kehrtwende vollzog und beschloss, die PSII in die "Politische Föderation Indonesiens" (Gabungan Politik Indonesia GAPI) zu führen, einen Verbund von Parteien, die die Errichtung eines indonesischen Parlaments forderten, lehnte Kartosuwirjo diese Entscheidung ab. Er wurde daraufhin am 30. Januar 1939 aus dem Exekutivkomitee der Partei ausgeschlossen. Als Reaktion darauf gründete er mit Gleichgesinnten, darunter Jusuf Taudjiri und Kamran, in Malangbong das "Komitee der Verteidiger der Wahrheit der PSII" (Komite Pembela Kebenaran PSII KPK-PSII). Dieses strebte zunächst eine Arbeit innerhalb der Partei an. Da jedoch der PSII-Kongress im Januar 1940 Kartosuwirjos Ausschluss aus dem Exekutivkomitee bestätigte, konstituierte sich der KPK-PSII am 24. März 1940 als eigenständige Partei. Dieser Partei schlossen noch im gleichen Monat mehrere Zweigstellen der PSII an.
Gleichzeitig gründete Kartasuwirjo auch einen Verlag, den er Poestaka Dar-oel Islam ("Darul-Islam-Literatur") nannte und in dem er die Schriften der Partei herausgab. In dem Programm seiner Partei, das er in diesem Verlag veröffentlichte, entwickelte er die Vorstellung von dem zu errichtenden Dār al-Islām ("Haus des Islams"), in dem jeder Muslim und jede Muslimin die Gesetze der Religion Gottes (Islam) so weit wie möglich praktizieren können sollte. Außerdem eröffnete Kartosuwirjo in dieser Zeit in Malangbong unter dem Namen Suffah die ursprünglich für die PSII geplante Einrichtung zum Training militärischer Kader. Das Bildungsprogramm der Einrichtung entsprach in vielen Punkten einem traditionellen Pesantren.
Die neu gegründete Partei musste ihre Arbeit allerdings schon wenige Wochen später einstellen, den nach dem deutschen Überfall auf die Niederlande wurde in Niederländisch-Indien Kriegsrecht verhängt und jegliche politische Aktivität verboten.

## Während der japanischen Besatzungszeit
Auch während der japanischen Besatzungszeit konnte Kartosuwirjo seine politische Arbeit zunächst nicht fortsetzen, da die Japaner politische Arbeit bis September 1942 verboten. Als im November 1943 die Japaner als Repräsentativvertretung der Muslime den Majelis Syuro Muslimin Indonesia ins Leben rufen, wurde Kartosuwirjo Mitglied, hatte jedoch zu keiner Zeit eine wichtige Position innerhalb dieser Organisation. Im Februar 1944 wurde er dann in der Abteilung für Information und Nachrichtenbeschaffung der Djawa Hokokai tätig, der "Volksloyalitäs-Vereinigung", einem weiteren politischen Kontrollinstrument, das die Japaner geschaffen hatten.

## Aktivität in der Masyumi-Partei
Als sich am 7. November 1945 der Masyumi als politische Partei neu formierte, wurde Kartosuwirjo Mitglied des Exekutivkomitees. Im Frühjahr 1947 wurde er zum Kommissar der Partei für Westjava ernannt. Der Sozialist Amir Sjarifuddin, der am 3. Juli 1947 Premierminister wurde, bot ihm sogar das Amt eines stellvertretenden Verteidigungsministers an, was Kartosuwirjo jedoch ablehnte. Noch im Jahre 1946 veröffentlichte Kartosuwirjo sein Buch Haluan Politik Islam ("Das Ziel der islamischen Politik"), in dem er bereits mit großer Klarheit die Idee von dem zu gründenden islamischen Staat Indonesien vortrug.
Nachdem die Niederländer am 21. Juli 1947 im Zuge der "ersten Polizeiaktion" begonnen hatten, Java wiederzubesetzen, rief Kartosuwirjo am 14. August zum Dschihad gegen sie auf. Er selbst befand sich zu dieser Zeit gerade in Westjava. Hier begann er von Malangbong aus mit den Parteimilizen Hizbullah und Sabilullah den Widerstand gegen die Eindringlinge zu organisieren.

## Kampf für den islamischen Staat
Ende 1947 begann sich Kartosuwiryo von der Masyumi-Partei zu lösen. Eine von ihm geleitete Versammlung der Masyumi-Ortsgruppe Garut im November 1947, an der auch alle der Masyumi angeschlossenen islamischen Organisationen der Region teilnahmen, beschloss den Namen der Ortsgruppe in Dewan Pertahanan Oemmat Islam (DPOI) "Verteidigungsrat der islamischen Gemeinschaft", umzubenennen.

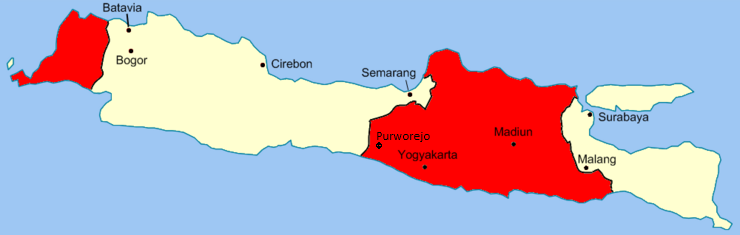
Java nach dem Renville-Abkommen. Die Gebiete in Rot unterstanden der Republik Indonesien, während die anderen von den Niederländern besetzt waren.

Nachdem am 17. Januar 1948 die Regierung im Renville-Abkommen den Niederländern Westjava überlassen hatte, wurde im Februar auf einer Versammlung unter Kartosuwirjos Vorsitz, an der 160 Delegierte verschiedener islamischer Organisationen und Milizen der Region teilnahmen, die Masyumi-Partei in Westjava vollständig aufgelöst und durch den "Rat der islamischen Gemeinschaft" (Madjlis Ummat Islam) als Representativgremium mit Kartosuwirjo als "Imam" ersetzt. Ein weiter Beschluss der Versammlung war die Gründung des "Indonesischen Islam-Heers" (Tentara Islam Indonesia TII), in dem nun alle früheren islamischen Milizen aufgingen. Im Frühjahr 1948 umfasste dieses Heer etwa 4.000 Mann.
Aus der Position des Imams versuchte Kartosuwirjo nun, seinen Plan der Errichtung eines Islamischen Staates (Negara Islam) umzusetzen.
Während sich die wirtschaftliche Situation in der Republik Indonesien im Sommer 1948 stark verschlechterte, machte er durch Versendung seiner Korrespondenz im Namen der "Regierung des islamischen Staates Indonesien" (Pemerintah Negara Islam Indonesia) deutlich, dass er sich als den einzig legitimen Vertreter des indonesischen Volkes betrachtete. Im August 1948 ließ er auch eine eigene Verfassung für seinen islamischen Staat ausarbeiten.  Als im Dezember 1948 die Niederländer im Zuge der sogenannten „zweiten Polizeiaktion“ Zentraljava besetzten und zahlreiche Mitglieder der Republikregierung, darunter auch Sukarno und Mohammad Hatta, gefangen nahmen, erneuerte er seinen Aufruf zum Dschihad gegen die Niederländer.

## Konflikt mit der republikanischen Regierung
Am 25. Januar 1949 kam es in Westjava zu einer militärischen Auseinandersetzung zwischen Kartosuwirjos Islam-Heer und der berühmten Siliwangi Division der nationalen Streitkräfte Indonesiens (Tentara Nasional Indonesia TNI). Dieser Konflikt brachte Kartosuwirjo dazu, die Einheiten des TNI nun ebenfalls als "Feind" zu betrachten.
Nachdem auf internationalen Druck die republikanische Regierung wieder eingesetzt worden war und im Juli 1949 ihre Arbeit in Yogyakarta wieder aufgenommen hatte, beauftragte diese den Masyumi-Politiker Mohammad Natsir, mit Kartosuwirjo Kontakt aufzunehmen, um ihn dazu zu bewegen, seinen Widerstand gegenüber den Streitkräften der Republik einzustellen. Der Brief, den Natsir am 5. August an Kartosuwirjo sandte, kam aber zu spät an. Kartosuwirjo hatte am 7. August 1949 in dem Dorf Desa Cisampah formell den "Islamischen Staat Indonesien" (Negara Islam Indonesia) ausgerufen. In seinem Antwortschreiben an Natsir erklärte Kartosuwirjo, dass er seine Proklamation nun nicht mehr rückgängig machen wolle. Wörtlich schrieb er: Saya tidak mau menelan air ludah saya kembali ("Ich möchte nicht meine eigene Spucke wieder herunterschlucken"). Ein zweiter Versuch der Regierung im Mai 1950, mit Kartosuwirjo zu einer friedlichen Einigung zu gelangen, schlug ebenfalls fehl, weil es während der Kontaktaufnahme ihres Gesandten Wali Alfatah mit Kartosuwirjo zu Kämpfen zwischen den Regierungstruppen und der TII kam.
Die militärische Auseinandersetzung mit der republikanischen Armee hielt Kartosuwirjo allerdings nicht davon ab, am 22. Oktober 1950 und am 17. Februar 1951 Geheimnoten an Präsident Sukarno zu senden, in denen er diesem eine Allianz gegen den Kommunismus anbot und die Forderung erhob, die Republik solle so schnell wie möglich den Islam zur Grundlage des Staates machen. In dem zweiten Brief bot er Sukarno auch Gespräche über die Grenzen zwischen seinem Staat und der Republik Indonesien an.
Im Januar 1952 schloss sich in Südsulawesi Oberstleutnant Abdul Kahar Muzakkar, der seit Juli 1950 einen Guerillakrieg gegen die Nationalregierung führte, der Darul-Islam-Bewegung an. Er schrieb am 20. Januar 1952 Kartosuwirjo einen Brief, in dem er ihm anbot, als sein Kommandeur in Sulawesi zu fungieren.

## Ende
Ende der 1950er Jahre begann die Zahl von Kartosuwirjos Anhängern abzunehmen: einige von ihnen desertierten, andere wurden gefangen genommen. Von großer Bedeutung war, dass Kartosuwirjo am 24. April 1962 durch ein Geschoss verwundet wurde, denn bis dahin hatten viele seiner Anhänger daran geglaubt, dass er unverwundbar sei und über magische Fähigkeiten verfüge. Dieser Glaube stützte sich zum Teil auf einen Wunderbericht, den Kartosuwirjo später selbst bestätigte, wonach er nämlich im Oktober 1960 durch ein göttliches Licht, das wahyu cakraningrat, von einer Krankheit geheilt wurde.
Am 4. Juni 1962 wurde Kartosuwirjo von einer Armeepatrouille in einer Hüte zwischen Bogor und Cianjur in völlig abgemagerten Zustand entdeckt und gefangen genommen. Zwei Tage später forderte er seine übrig gebliebenen Anhänger auf, sich den Streitkräften der indonesischen Regierung zu ergeben. Am 16. August wurde er wegen seiner Umsturzversuche und eines ihm angelasteten Mordattentates auf Präsident Sukarno zum Tode verurteilt. Ein Gnadengesuch wurde abgelehnt und die Todesstrafe an unbekanntem Ort in Indonesien vollstreckt.